# Arteria rectalis superior

Die Arteria mesenterica inferior und ihre Äste.

Die Arteria rectalis superior („obere Rektumsarterie“), bei Tieren Arteria rectalis cranialis genannt, entspringt der Arteria mesenterica inferior oder „unteren Eingeweidearterie“. Sie teilt sich in zwei Äste, die den Seiten des Rektums folgen. Von der Arteria rectalis superior gehen auch die Zuflüsse zum Corpus cavernosum recti aus, welcher für die Stuhlkontinenz von Bedeutung ist und dessen Erkrankung zu Hämorrhoiden führt.
Die beiden anderen Äste der unteren Eingeweidearterie sind die Arteria colica sinistra und die Arteria sigmoidea.